# Wolfgang Butzkamm
 (octobre 2016).
Si vous disposez d'ouvrages ou d'articles de référence ou si vous connaissez des sites web de qualité traitant du thème abordé ici, merci de compléter l'article en donnant les références utiles à sa vérifiabilité et en les liant à la section « Notes et références ».
Wolfgang Butzkamm, professeur émérite d'anglais, langue étrangère, à l'Université d'Aix-la-Chapelle (Allemagne), né le 11 novembre 1938 est crédité du développement d'une nouvelle approche concernant le rôle de la langue maternelle dans l'enseignement des langues étrangères, approche qui diffère radicalement de la philosophie monolingue qui règne encore dans beaucoup de pays. Pour lui, le monolinguisme traditionnel relève de l'erreur naturaliste commise quand l'enseignement d'une seconde langue calque l'acquisition de la langue maternelle.

## Principe de compréhension duale
Comme une langue s'acquiert en premier lieu par l'usage, la langue étrangère est en elle-même le moyen le plus important pour son acquisition et doit s'imposer comme langue de travail de la classe. Tout en reconnaissant que le recours inconsidéré et prématuré à la langue maternelle est la tentation numéro un des professeurs des langues étrangères, Butzkamm insiste que c'est dans  la langue maternelle et à travers elle que nous avons appris à penser, à communiquer, à articuler et à concevoir intuitivement les bases du système grammatical. De plus, la langue maternelle ne nous ouvre pas uniquement les portes de son univers grammatical propre, mais aussi celles de toutes les grammaires en activant le potentiel d'une grammaire universelle qui sommeille en chacun de nous. Ces préacquis linguo-cognitifs forment le fondement de notre construction du moi et représentent le plus grand potentiel actif de chaque apprenant des langues étrangères. La langue maternelle est dès lors l'instrument par excellence pour l'appropriation des langues étrangères, de leurs signifiants et de leurs formes et fonctions grammaticales. Elle est la clé de déchiffrage qui garantit le chemin d'accès le plus rapide, le plus sûr, le plus précis et le plus complet vers la connaissance d'une langue étrangère.
Butzkamm développe sa théorie en dix thèses :
- On n'apprend à parler qu'une fois. La langue maternelle est la mère de toutes les langues ;
- Des aides compensatoires permettent l'exclusion de la langue maternelle, mais elles ne sont parfois pas assez précises et ont des effets secondaires non-désirés. L'idéal serait une combinaison de techniques monolingues et bilingues ;
- Les aides judicieusement dosées en langue maternelle et placées à bon escient facilitent l'emploi instrumental de la langue étrangère et permettent une communication plus spontanée, plus vraie, et mieux axée sur les échanges communicatifs qu'un enseignement qui renoncerait à ces formes de soutien ;
- Les aides bilingues permettent une exploitation plus précoce de textes authentiques ;
- Les techniques bilingues aident à éclairer la grammaire et même à brûler les étapes d'acquisition ;
- Les liens entre les langues devraient être mis en exergue et non supprimés ou ignorés. En principe, toute langue maîtrisée ouvre la porte à d'autres langues ;
- Les interférences ne sont pas plus fréquentes dans une méthode qui combine des techniques monolingues et bilingues que dans une approche qui se dit purement monolingue. Paradoxalement, ce n'est pas en évitant anxieusement la langue maternelle que l'on parviendra à pouvoir s'en passer définitivement, mais bien en l'incitant à intervenir au besoin ;
- Il faut que les enseignants apprennent, à côté de techniques monolingues bien connues, des techniques de travail bilingues jusqu'ici pratiquement inconnues dans les écoles. Il s'agit d'enrichir la méthodologie. Il ne s'agit pas de remettre en cause les découvertes et conquêtes de la méthode directe ;
- L'exclusion de la langue maternelle produit trop souvent le contraire de ce qu'on veut, c'est-à-dire son utilisation désordonnée et sauvage ;
- Au fur et à mesure qu'on acquiert la langue étrangère, celle-ci arrive à court-circuiter la langue maternelle.

Pour la sémantisation, Butzkamm recommande la technique dite du « sandwich », qui consiste à insérer la traduction d'une expression inconnue entre la phrase étrangère et la répétition de cette phrase. D'abord la phrase nouvelle, ensuite la réaffirmation idiomatique en langue maternelle, suivie de la répétition de la phrase nouvelle : L2 {\displaystyle \Rightarrow } L1 {\displaystyle \Rightarrow } L2. L'élève aura entendu deux fois la phrase en langue étrangère. Grâce à la parenthèse en langue maternelle il n'aura aucun problème de compréhension. C'est la manière la plus rapide d'établir la langue étrangère comme langue véhiculaire dans la salle de classe :
Une autre technique bilingue est celle du miroir ((de) muttersprachliche Spiegelung, (en)mother tongue mirroring), une sorte de traduction littérale qui consiste à refléter la structure étrangère, à en copier la forme en langue maternelle. Par exemple, "What good is punishment ?" se traduit littéralement en "Quoi bon est punition ?", ce qui donne en français correct "À quoi sert la punition ?"
La structure anglaise peut être appréhendée grâce à la confrontation avec son image en langue maternelle. Autrefois utilisée sous diverses formes, cette technique est dédaignée aujourd'hui, bien qu'elle puisse désamorcer un grand nombre de problèmes d'apprentissage de la grammaire. Avant tout, la construction étrangère, d'emblée, est rendue claire au point que l'élève peut engendrer nombre de phrases nouvelles, selon son goût (le principe génératif).
Les deux, la traduction idiomatique et le reflet de la construction en langue maternelle, créent une double compréhension qui, selon Butzkamm, est la condition à la fois nécessaire et suffisante pour mettre l'apprentissage en marche. C'est ainsi que la double compréhension remplace la théorie du  « comprehensible input » avancée par Krashen et apparaît comme le facteur le plus important de l'acquisition des langues étrangères.

## Sources
- (en) Cet article est partiellement ou en totalité issu de l’article de Wikipédia en anglais intitulé « Wolfgang Butzkamm » (voir la liste des auteurs).